# تپه (مجارستان)
تِپه (به مجاری:  Tépe) یک سکونتگاه مسکونی در مجارستان است که در هایدو-بیهار واقع شده‌است.